# استیون ایسرلیس
استیون ایسرلیس (انگلیسی: Steven Isserlis؛ زادهٔ ۱۹ دسامبر ۱۹۵۸) یک موسیقی‌دان، نوازندهٔ برجستهٔ ویولنسل و نویسنده اهل بریتانیا از تبار یهودیان روسیه است. او به‌عنوان تکنواز برجسته، نوازنده موسیقی مجلسی، مدرس، نویسنده و گوینده، یکی از برجسته‌ترین موسیقی‌دانان نسل خود به‌شمار می‌رود. ایسرلیس همچنین به‌خاطر رپرتوار متنوع و صدای منحصربه‌فردش — که بخشی از آن حاصل استفاده او از آرشه‌های زهی روده‌ای (ساخته‌شده با رودهٔ حیوانات) است — شناخته می‌شود. او جوایز متعددی را از آن خود کرده است، از جمله جایزه موسیقی انجمن فیلارمونیک سلطنتی در سال ۱۹۹۳، جایزه روبرت شومان از شهر تسویکاو در سال ۲۰۰۰، و هر دو جایزه مدال سالن ویگمور و جایزه فستیوال موسیقی گلاشوته اوریجینال در سال ۲۰۱۷. ضبط‌های ایسرلیس نیز مورد تحسین قرار گرفته‌اند و برای او دو جایزه گرامافون، یک جایزه کلسیکال بریت، یک جایزه مجله موسیقی بی‌بی‌سی و دو نامزدی جایزه گرمی به همراه داشته‌اند. او یکی از تنها دو ویولنسل‌نواز زنده‌ای است که به تالار مشاهیر مجله گرامافون راه یافته‌اند.
او در حال حاضر بر روی ویولنسل «مارکی دو کوربرون» ساخته آنتونیو استرادیواری در سال ۱۷۲۶ می‌نوازد؛ این ساز از سوی آکادمی سلطنتی موسیقی به‌صورت امانت در اختیار او قرار گرفته است.
او همچنین نویسندهٔ دو کتاب برای کودکان است که در آن به زندگی آهنگ‌سازان بزرگ دنیا پرداخته است.

## جوایز
وی همچنین برندهٔ جوایزی همچون نشان امپراتوری بریتانیا و مدال طلای وزارت فرهنگ جمهوری ارمنستان شده است.